# Mukhmas
Mukhmas, en arabe : مُخماس, est un village du gouvernorat de Jérusalem en Palestine, de l'ancien village biblique de Makhmas. Il est situé au nord-est de Jérusalem en Cisjordanie.
Selon le recensement du bureau central palestinien des statistiques, la localité compte une population de 1 363 habitants en 2017.